# Антиполо
Антиполо (таг. Lungsod ng Antipolo) — город на Филиппинах. Крупнейший город региона Калабарсон и седьмой самый большой город Филиппин; по данным переписи 2007 года население города составляет 633 971 человек. Является крупнейшим пригородом за пределами столичного региона, представляя собой высокоурбанизированную территорию.

## География
Расположен в провинции Рисаль, в 25 км к востоку от Манилы. Город находится на склонах хребта Сьерра-Мадре, большая часть территории города — плоская возвышенность. В административном отношении делится на 16 барангаев.

## История
Город получил название в честь хлебного дерева (tipolo), произрастающего в окрестностях в изобилии.
Францисканские миссионеры прибыли в Антиполо в 1578 году и построили здесь церковь в Босо-Босо. Вскоре они были вытеснены иезуитами в 1591 году, которые построили деревню в приходе. К 1601 году христианское население Антиполо выросло примерно до 3000 человек, тогда как коренное население, народ думагат, сократилось и мигрировало вглубь региона.
Китайские бунты[уточнить] достигли Антиполо в 1602 году, что привело к разрушению церкви. В 1650 году деревня стала городом, частью провинции Тондо.
Во время Второй мировой войны в городе действовали 2 партизанских отряда. Освобождение из-под японской оккупации повлекло множество жертв и разрушений. Город сильно пострадал от американских бомбардировок 17 февраля 1945 года. Часть населения была эвакуирована. При авиаударах 6-7 марта была разрушена церковь. Лишь после нескольких дней борьбы город был освобождён филиппинскими и американскими солдатами 12 марта 1945 года.

## Население
Население города на 2007 год составляет 633 971 человек. Ежегодный прирост населения, начиная с 2000 года, составляет 4,19 %, что выше среднего по стране (2,04 %). С 1990 года население города увеличилось почти в три раза. Национальный состав — главным образом тагалы.
Динамика численности населения:
| 1960   | 1970   | 1980   | 1990    | 1995    | 2000    | 2007    |
| ------ | ------ | ------ | ------- | ------- | ------- | ------- |
| 21 598 | 26 508 | 68 912 | 205 096 | 345 512 | 470 866 | 633 971 |